# تاتا (مجارستان)
تاتا (مجاری: Tata) شهری در استان کوماروم-استرگوم، شمال غربی مجارستان و در ۹ کیلومتری شمال غرب تاتابانیا، مرکز استان قرار دارد. بر پایه نتایج سرشماری سال ۲۰۰۱، جمعیت آن برابر با ۲۳٬۹۳۷ نفر بوده‌است که شامل ۹۳٫۳٪ مجاری، ۱٫۶٪ آلمانی، ۰٫۶٪ رومانیایی، ۰٫۲٪ اسلواکیایی و ۶٫۵٪ سایر قوم‌ها می‌شود.
مساحت تاتا ۷۸٫۱۷ کیلومتر مربع است.